# Военный ординариат Сальвадора
 Военный ординариат Сальвадора  (исп. Obispado Castrense en El Salvador) — военный ординариат Римско-католической Церкви, действующий в Сальвадоре. Военный ординариат Сальвадора, подчиняясь непосредственно Святому Престолу, обеспечивает пастырское окормление военнослужащих сальвадорской армии и их семей.

## История
25 марта 1968 года Конгрегация по делам епископов издала декрет «De erigendo Vicariatu Castrensi», которым учредила конгрегацию военных капелланов для сальвадорской армии.
21 июля 1986 года Римский папа Иоанн Павел II издал буллу «Spirituali militum curae», которой преобразовал конгрегацию военных капелланов в военный ординариат Сальвадора.

## Ординарии
- епископ José Eduardo Alvarez Ramírez C.M. (4.11.1968 — 7.03.1987);
- епископ Roberto Joaquín Ramos Umaña (7.03.1987 — 23.06.1993);
- епископ Fabio Reynaldo Colindres Abarca (2.02.2008 — 7.12.2017 — назначен епископом Сан-Мигеля);
  - епископ Fabio Reynaldo Colindres Abarca (7.12.2017 — 13.06.2024) (апостольский администратор);
- епископ Reinaldo Sorto Martínez (13.06.2024 — по настоящее время).

## Источник
- Annuario Pontificio, Libreria Editrice Vaticana, Città del Vaticano, 2003, ISBN 88-209-7422-3
- Декрет De erigendo Vicariatu Castrensi, AAS 60 (1968) стр. 531-533  (лат.)
- Булла Spirituali militum curae  (лат.)